# Louis Prima
Louis Prima (New Orleans, Louisiana, 1910. december 7. – New Orleans, 1978. augusztus 24.) Grammy-díjas amerikai énekes, színész, dalszerző és trombitás.
Olasz bevándorló családba született. Ifjúkorában hegedült, majd elkezdett trombitálni. Leon bátyja is trombitás volt. Első zenekara a New Orleans Gang volt. Ő szerezte a Sing, Sing Sing című dalt, melyet Benny Goodman zenekara is játszott (1936).
Lemezei 1939-től jelentek meg.
Követte a kordivatot, az 1920-as években New Orleans-i dzsesszt játszott, az 1930-asban szvinget adott elő, a negyvenesekben big band-del lépett fel, az ötvenesekben szalonzenével, a hatvanasokban pedig pop-rock-kal.
Példaképe volt Louis Armstrong, Count Basie, King Oliver, Duke Ellington, Fletcher Henderson.

## Lemezek (LP)
- The ManueloTarantel (1949)
- Breaking It Up (1953)
- The Wildest (1956)
- The Call of The Wildest (1957)
- The Wildest Show at Tahoe (1957)
- Las Vegas Prima Style (1958)
- Hey Boy! Hey girl (1959)
- Louis and Kelly (1959)
- On The Stage (1960)
- Wonderland By Night (1960)
- Blue Moon (1961)
- The Wildest Comes Home (1962)
- Prima Show in the Casbar (1963)
- Plays Pretty for The People (1964)
- Let’s Fly With Mary Poppins (1965)
- On Broadway (1967)
- The Prima Generation ’72 (1972)
- Angelina (1973)
- The Wildest ’75 (1975)
- Rarities & Hits: A Centennial Celebration (2011)